# Experimentarium TV
 Der er for få eller ingen kildehenvisninger i denne artikel, hvilket er et problem. Du kan hjælpe ved at angive troværdige kilder til de påstande, som fremføres i artiklen.

|  | Sammenskrivningsforslag Artiklen Experimentarium TV er foreslået føjet ind i Experimentarium. (Siden april 2023) Diskutér forslaget |

Experimentarium TV er en ungdoms web tv kanal ejet af Science Center Experimentarium i Hellerup, København. Experimentarium TV er web tv for unge, hvor unge kan lære noget samtidig med at blive underholdt. Det er det eneste web tv af den slags i Danmark. Experimentarium TV sendes på www.experimentarium.tv 
Programmerne sendes også på kanalens Facebook side, YouTube og ekstrabladet.tv.
Experimentarium TV har en redaktion bestående af personer der kommer fra radio/tv branchen eller er i gang med en uddannelse i det felt. Derudover er det bestående af 4 unge værter: Adeeb Alhaijali, Kristoffer Aabo Engholm, Mette Moltke Wozniak og Mariam "Maddy" Tizar. 
Experimentarium TV startede med at sende programmer d. 30 oktober 2009, hvor Maddy udgav sit første indslag "Vi vil være erotiske". Siden har kanalen sendt over 40 afsnit der har berørt mange forskellige emner, dog altid med udgangspunkt i videnskaben. 
Experimentarium TV har også haft kendisser i indslagene, Bl.a. Pelle Hvenegaard, Morten Breum og Simon Talbot. 
Første afsnit af skjult kamera programserien Pranx "Hvor tålmodige er vi?" og "Sommershow: Nøgen i Netto" havde over 10.000 views på Danmarks største web tv – Ekstrabladet.tv.
Hvor kanalen før i tiden kun havde ungdoms indslag, kommer der nu også programserier såsom "Pranx", "Adrenalin" og "Niller og Nita: På Sporet Af Ordet".